# Belvoir (Karolina Północna)
Belvoir – jednostka osadnicza w Stanach Zjednoczonych, w stanie Karolina Północna, w hrabstwie Pitt.